# Tohuaco Amatzintla
Tohuaco Amatzintla är en ort i Mexiko.   Den ligger i kommunen Huautla och delstaten Hidalgo, i den sydöstra delen av landet, 210 km norr om huvudstaden Mexico City. Tohuaco Amatzintla ligger 145 meter över havet och antalet invånare är 201.
Terrängen runt Tohuaco Amatzintla är kuperad söderut, men norrut är den platt. Terrängen runt Tohuaco Amatzintla sluttar norrut. Runt Tohuaco Amatzintla är det ganska tätbefolkat, med 65 invånare per kvadratkilometer. Närmaste större samhälle är Huejutla de Reyes, 16,6 km väster om Tohuaco Amatzintla. Omgivningarna runt Tohuaco Amatzintla är en mosaik av jordbruksmark och naturlig växtlighet.